# Anabelle Smith
Anabelle Smith (Malvern, 3 de fevereiro de 1993) é uma saltadora australiana, especialista no trampolim, medalhista olímpica 

## Carreira

### Rio 2016
Smith representou seu país nos Jogos Olímpicos de Verão de 2016, na qual conquistou uma medalha de bronze no trampolim sincronizado com Maddison Keeney.